# Ziwu Zhen
Ziwu Zhen (kinesiska: 子午, 子午镇) är en köping i Kina. Den ligger i provinsen Yunnan, i den sydvästra delen av landet, omkring 120 kilometer väster om provinshuvudstaden Kunming. Antalet invånare är 31 890. Befolkningen består av 15 545 kvinnor och 16 345 män. Barn under 15 år utgör 16,0 %, vuxna 15-64 år 75 %, och äldre över 65 år 8,0 %.
Genomsnittlig årsnederbörd är 937 millimeter. Den regnigaste månaden är augusti, med i genomsnitt 189 mm nederbörd, och den torraste är februari, med 10 mm nederbörd.